# Blikvaart
De Blikvaart (Bildts en officieel: Blikfaart) is een kanaal in de gemeente Waadhoeke in de Nederlandse provincie Friesland.
De Blikvaart loopt van de kruising met de Kleine Blikvaart (Klaine Blikfaart) en het Wierzijlsterrak (Wiersylsterrak) ten noordoosten van Wier in noordwaartse richting en buigt na circa 200 meter haaks naar het oosten. Ruim een kilometer ten zuiden van Sint Annaparochie eindigt de Blikvaart bij de kruising met Zuidervaart (Súdderfaart) en Zuidhoekstervaart (Súdhoekster Faart). Het kanaal maakt deel uit van de route van de Elfstedentocht.
Zwette · Stadsgracht (Sneek) · Geeuw · Wijddraai · Wijde Wijmerts · Nauwe Wijmerts · Noorder Ee · Ee (Woudsend) · Slotermeer · Slotergat · Slotermeer · Luts · Van Swinderenvaart · Spookhoekstervaart · Rijstervaart · Oud-Karre · Johan Frisokanaal · Morra · Johan Frisokanaal · Noorderdijkvaart · Het Wijd · De Gronzen · Indijk · Zijlroede (Hindeloopen) · Oude Oostervaart · Dijkvaart · Horsa · Burevaart · Diepe Dolte · Workumertrekvaart · Het Kruiswater · Stadsgracht (Bolsward) · Witmarsumervaart · Harlingervaart · Bolswardervaart · Zuidoostersingel · Noordoostersingel · Noordergracht (Harlingen) · Van Harinxmakanaal · Sexbierumervaart · Noordergracht (Franeker) · Dongjumervaart · Ried · Berlikumerwijd · Moddergat · Wierzijlsterrak · Blikvaart · Zuidhoekstervaart · Ouwe Rij · Leistervaart · Finkumervaart · Dokkumer Ee · Het Kleindiep · Dokkumer Ee · Oudkerkstervaart · Murk · Ouddeel · Bonkevaart (finish)